# Narcisse Guilbert
Pour les articles homonymes, voir Guilbert.
Narcisse Guilbert, né le 12 juin 1878 à Bouville (Seine-Maritime) et mort le 23 février 1942 à Rouen, est un peintre français de l'École de Rouen.

## Biographie
Narcisse Guilbert est le fils unique d'Aimable-Guillaume Guilbert, artisan menuisier, et de Louise Dubreuil. La famille quitte Bouville vers 1887 pour s'installer à Mont-Saint-Aignan. Aimable-Guillaume Guilbert meurt en 1890, sa veuve et son fils déménagent pour s'installer à Rouen. Narcisse Guilbert travaille comme coursier-livreur chez Thierry-Martin, une maison d'habillement. Ses premiers essais de Narcisse datent de 1894 et c'est à Joseph Delattre, dont il a fait la connaissance, qu'il doit ses premières notions de peinture. Il peint sa mère et s'inscrit à l'école des beaux-arts de Rouen vers 1895, y suivant les cours de Philippe Zacharie. 
De son mariage avec Emma Biard, le 1er mai 1905, naît en 1906 une fille unique, Renée. Il découvre la Bretagne en 1910 grâce à la bourse du prix Pellecat que lui attribue l'Académie des sciences, belles-lettres et arts de Rouen.
Narcisse Guilbert est membre de la Société des artistes rouennais. Il expose régulièrement au Salon de Rouen de 1907 à 1936, au Salon du Havre en 1909 et 1922 et à la galerie Legrip à Rouen. Il demeure 2 rue Neuve-Saint-Vivien puis 2 rue Albert-Lambert-Père à Rouen.
Dans « des harmonies claires et sonores, des couleurs puissantes et un trait très expressif », ses sujets de prédilection sont les bords de Seine en aval de Rouen : Dieppedalle, Croisset. On lui doit également « des paysages marins autour de Fécamp et Varengeville, l'année 1930 étant celle où il peint le plus de marines, à Étretat cette fois ».
Il meurt à la clinique Saint-Hilaire à Rouen à l'âge de 63 ans.
Il a réalisé environ 2 500 toiles.

## Expositions

### Expositions personnelles
- Galerie « À l'ami des arts », Rouen, avril 1908[1].
- Galerie Legrip, Rouen, février 1908, 1934.
- Galerie Marbeuf, Paris, 1920[1].
- Narcisse Guilbert, rétrospective, Galerie André Watteau, Paris, 1969.
- Arthur Tooth and Sons Ltd. (en), Londres, avril-mai 1970.
- Galerie Michel Bertrand, Rouen, décembre 1994 - janvier 1995.

### Expositions collectives
- Salon de la Société des artistes rouennais, Rouen, à partir de 1907[2].
- Les provinces de France vues par les artistes, Galerie d'art du Bûcheron, rue de Rivoli, Paris, février-avril 1934[1].
- Rouen disparu, musée des beaux-arts de Rouen, octobre-novembre 1947.
- L'École de Rouen, de l'impressionnisme au cubisme - soixante ans de modernité en Normandie, musée Alfred-Canel, Pont-Audemer, juin-avril 2008[7].
- Jardins enchanteurs, musée des Beaux-Arts de Bernay, juin-octobre 2010.
- Les peintres impressionnistes et post-impressionnistes de l'École de Rouen, atelier Grognard, Rueil-Malmaison, janvier-avril 2011[8].
- Les peintres de l'École de Rouen, Galerie Michel Bertrand, Rouen, juin-juillet 2014.
- École normande - French painters of the 19th and 20th century, Findlay Galleries, Palm Beach (Floride) et New York, 2018[9].

## Réception critique
- « Très sensitif, très spontané, talent nerveux et souple, épris d'harmonies sonores et colorées, il se distingue par la beauté de ses coloris, par une facture vive et expressive, par un très beau métier de peintre. Il est surtout le peintre des cielos de pleine lumière, des ciels d'or et de pourpre. » - Georges Dubosc[10]
- « Insensible aux divers courants qui vont influencer le monde des arts - fauvisme, cubisme - Guilbert poursuit consciencieusement son métier et Fernand Guey, conservateur du musée de Rouen, écrira lors de son exposition en 1936 : "Le peintre choisit rarement l'amont, il préfère la Seine-Maritime, celle qui pousse vers la mer ce large flot coloré dont il sait si bien interpréter le miroitement diapré. Aussi plante-t-il le plus souvent son chevalet dans ces régions de Dieppedalle, de Biessard, de Croisset ou de Bapeaume". » - François Lespinasse[11]
- « Il se trouve des œuvres parfois hâtives chez ce peintre de l'École de Rouen qui, dans ses bons jours, signe des toiles dans lesquelles les variations impressionnistes sont non plus indiquées comme chez son maître Joseph Delattre, mais au contraire appuyées, soulignées par une touche franche et large à la manière des Fauves. » - Gérald Schurr[12]

## Collections publiques

### France
- Rouen, musée des Beaux-Arts :
  - Le Marché et la Fierte place de la Haute-Vieille-Tour à Rouen, huile sur toile ;
  - Paysage des bords de Seine, huile sur toile ;
  - Vue de Rouen prise à Bonsecours, huile sur toile ;
  - Le Pont aux Anglais. Effet d'orage, huile sur toile.

### Royaume-Uni
- Swansea, Glenn Vivian Art Gallery (en) : Bords de Seine à Croisset, huile sur toile, 54 × 73 cm.

## Hommages
- Les villes de Barentin, Canteleu, Le Mesnil-Esnard, Mont-Saint-Aignan et Pavilly ont donné à une rue le nom de Narcisse Guilbert.